# 佟养真
佟养真（约1570年代—1621年12月8日），明清之际辽东抚顺人。因避讳清世宗胤禛，清朝史书改称其为佟养正，为明末政治、军事人物，与后金首领努尔哈赤正室佟佳氏同族。其后代子孙在清朝又出了两皇后，一贵妃，一驸马，是“佟半朝”的奠基人。

## 生平
佟养真，原为抚顺地方的豪族。万历四十七年（1619年），后金首领努尔哈赤攻打抚顺时，其堂弟佟养性暗中与之勾结，事败逃归后金，佟养真也归顺后金。后随军攻打辽阳有功，授三等轻车都尉。
天启元年（1621年），佟养真以游击职驻守镇江（今辽宁省丹东市），因双山等地的汉族百姓反抗，出兵镇压，以至城内空虚，明将毛文龙乘机率197人袭取镇江，史称“镇江大捷”。佟养真及长子佟丰年，侄佟恒年都被活捉，后械送京师，天启元年十月二十六日（1621年12月8日）处死并传首辽东。
佟养真在世时，八旗尚未设立汉军，死后子孙隶正蓝旗汉军等，康熙二十七年（1688年），其孙佟国纲上奏请归籍入满洲，康熙帝命部议，不久就同意了（因佟氏人口众多，仅本支归宗满洲）。

## 家庭
佟氏原为辽东女真人。
- 曾祖父佟棠，抚顺佟佳氏始祖。
- 祖父佟惠。
- 父佟遽。
- 伯父佟邁，其子輕車都尉、二等子佟養性。
- 胞弟佟养元、佟养萃[13]。努尔哈赤原配正室佟佳氏亦为其亲族[14][15]。
- 子佟丰年、佟盛年（又佟图赖）、佟京年。兵部尚書一等公佟圖賴生三子：佟国纪，禮部尚書、安北大將軍佟国纲，禮部尚書佟国维[13]。
- 女佟佳氏，嫁正黄旗汉军陕西提督李思忠（子浙江提督李显祖），其父李如梴，胞叔李如梓（系正黄旗汉军诗人李鍇之曾祖父），祖父李成功。
- 孙女佟佳氏（父佟圖賴），封顺治帝孝康章皇后，即康熙帝生母。
- 孙儿禮部尚書佟国维有四女，其女一佟佳氏封康熙帝之第三位皇后孝懿仁皇后，女二佟佳氏封康熙帝之愨惠皇貴妃，女三佟佳氏嫁镶黄旗满洲鈕祜祿氏顏珠（胞姊一鈕祜祿氏封康熙帝之孝昭仁皇后，胞姊二鈕祜祿氏封康熙帝之溫僖貴妃，胞兄一等公法喀、一等公尹德，父一等公遏必隆）。

## 封号
雍正元年（1723年）追赠光禄大夫，一等公，又加赠太师，谥号忠烈。

## 杂史记载
一些书籍如傅波主编的《满族佟佳氏研究》认为佟养真堂姐为清太祖元妃佟佳氏。评书《努尔哈赤》、《元妃佟春秀传奇》等也采此说，流传甚广。

## 佟养真墓
辽宁省抚顺市顺城区会元乡兴安村有佟佳氏家族坟茔三座，分别为佟养真、佟养性、佟国瑶之墓。因长期遭到破坏，现仅存佟养性、佟养真墓碑。佟养真墓是被传首辽东后所建衣冠冢，尸骨不在墓中。